# Corey Crawford
Corey Crawford (* 31. prosince 1984, Montréal, Québec, Kanada) je bývalý kanadský hokejový brankář. V letech 2013 a 2015 dovedl tým Chicago Blackhawks ke zisku Stanley Cupu. Byl součástí výběru Kanady, který vyhrál Světový pohár v roce 2016.

## Kariéra
Crawford byl vybrán na 52. místě v draftu NHL 2003 týmem Chicago Blackhawks. Než nastupoval v juniorské lize, tak hrál za Gatineau Intrepides. Jako junior nastupoval v lize QMJHL za Moncton Wildcats a chytal za ně i v playoff roku 2004, kdy vyřadili v prvním kole klub Rimouski Océanic a prohráli až ve finále Prezidentova poháru, kde prohráli s Gatineau Olympiques. Crawford drží rekord týmu Wildcats s nejnižším průměrem obdržených gólů, nejvyšším počtem vítězných zápasů a společně s Simonem Lajeunessem nejvyšším počtem vychytaných čistých kont. Také byl dvakrát jmenován do 2. QMJHL All-Star Teamu.
Crawford debutoval v dresu Chicaga Blackhawks 22. ledna 2006 proti Minnesotě Wild, když nahradil Adama Munra ve třetí třetině a připsal si sedm zásahů a neobdržel žádný gól. První zápas odchytaný od začátku sehrál 2. února 2006 proti St. Louis Blues, když obdržel 5 gólů v základní hrací době a připsal si 29 zákroků. Ten zápas Blackhawks prohráli 5:6 po nájezdech. Svého prvního vítězného zápasu dosáhl 5. března 2008 proti Anaheimu Ducks a současně v něm vychytal čisté konto. Vydařený zápas odehrál také 11. března 2008, když chytil 45 ze 47 střel při porážce 1:3 proti Detroitu Red Wings.
21. července 2008 prodloužil s Chicagem o jeden rok smlouvu. 28. listopadu 2008 byl povolán z farmy, aby nahradil zraněného Nikolaje Chabibulina a 24. května 2009 nastoupil ve svém prvním zápase playoff NHL, když nahradil Cristobala Hueta ve druhém zápase ve finále západní konference proti Detroitu Red Wings.
Vzhledem k odchodu Anttiho Niemiho do San José Sharks a Cristobala Hueta do švýcarské ligy NL A, byl Crawford před sezónou 2010–11 nasazen jako náhradní brankář Martyho Turca. Během sezóny postupně nahradil veterána Turca na pozici prvního brankáře. V této sezóně byl, vzhledem k malému počtu do té doby odehraných utkání NHL, stále považován za nováčka. Celkem odchytal 57 utkání a zaznamenal 33 výher. Během sezony vychytal 4 nuly, z toho 2 hned za sebou. V období 7.–15. ledna držel čisté konto celkem 176 minut a 9 sekund. Po sezoně si svými výkony zasloužil nominaci do All-Star týmu nováčků NHL. V playoff sice Blackhawks vypadli v prodloužení 7. zápasu, ale Crawford předváděl celou sérii výborné výkony, což potvrzují i jeho statistiky 2,21 gólu na zápas a 92,7% úspěšnost zásahů. Po sezoně, 19. května 2011, prodloužil smlouvu s Blackhawks o 3 roky za 8 milionů dolarů (cap hit 2,67 milionu).
V sezoně 2011–12 si v 57 zápasech připsal 30 vítězství a stal se prvním brankářem Blackhawks, který dokázal ve 2 sezonách po sobě vychytat 30 výher od dob Eda Belfoura (v sezonách 1992–93 a 1993–94). Byl 3. nejlepší brankář v NHL na nájezdy (z brankářů, kteří podstoupili nejméně 10 nájezdů), když z 32 pokusů kryl 26 (81,3%).
Sezona 2012–2013
Během výluky v NHL v sezoně 2012–13 nikde nehrál. Ve zkrácené sezoně pak odchytal 30 zápasů ze 47 a společně s Rayem Emerym vytvořili spolehlivou brankářskou dvojici, která si na konci sezony odnesla William M. Jennings Trophy pro brankáře týmu s nejnižším počtem inkasovaných gólů v základní části. S průměrem obdržených branek na zápas 1,94 byl 3. v NHL a s úspěšností zákroků 92,6% byl potom 5. Ve 3 zápasech udržel čisté konto. V playoff odchytal všech 23 utkání a s bilancí 16–7 dovedl Blackhawks ke Stanley Cupu. Vedl NHL s průměrem 1,84 branky na zápas a oproti základní části si vylepšil i úspěšnost zákroků na 93,2%. Ačkoliv měl smlouvu ještě na jeden rok, tak 2. září 2013 podepsal novou smlouvu na 6 let s ročním cap hitem 6 milionů dolarů.
V sezoně 2013–14 odchytal nejvíce zápasů v kariéře (59) a bylo by jich i více, kdyby skoro celý prosinec nebyl mimo hru s poraněnými třísly. Vychytal 32 vítězství (10. v NHL), měl průměr 2,26 branky na zápas (9. v NHL). Za třetí týden v lednu byl vyhlášen 3. hvězdou NHL. V playoff odchytal všechny zápasy Blackhawks (19) a dovedl je až do finále Západní konference, kde Blackhawks vypadli až v prodloužení 7. zápasu s pozdějším vítězem Stanley Cupu Los Angeles Kings.
V sezoně 2014–15 si podruhé v řadě připsal 32 vítězství, i když odchytal o 2 zápasy méně než předchozí sezonu. Blackhawks v sezoně inkasovali jen 189 branek, což bylo společně s Montrealem nejméně v NHL, a Crawford se tak s Pricem z Montrealu podělili o William Jennings Trophy. S úspěšností zákroků 92,4% byl 6. nejlepším brankářem NHL. V lednu 2015 se poprvé zúčastnil NHL All-Star Game. Začátek playoff se mu nevyvedl, když v první třetině 1. utkání proti Nashvillu inkasoval 3 góly a byl střídán a v dalším utkání inkasoval 6 branek. Do branky se pak vrátil až v 6. utkání série ve 12. minutě a neinkasoval, čímž Blackhawks vyhráli rozhodující utkání série. V následujících kolech pak už Darlinga do branky nepustil a vychytal pro Chicago podruhé Stanley Cup. V rozhodujícím zápase finále Stanley Cupu udržel čisté konto.
V sezoně 2015–16 nastoupil do 58 zápasů, v nichž si vylepšil svá osobní maxima v počtu vítězství (35) a čistých kont (7). V kategorii čistých kont vedl celou NHL, v počtu vítězství byl v NHL čtvrtý a 5. byl pak v NHL s úspěšností 92,4%. V playoff odchytal celé první kolo proti St. Louis, ale v 7. rozhodujícím utkání byli Blues úspěšnější.
V sezoně 2016–17 počtvrté v řadě překonal hranici 30 výher (32) a v počtu výher byl 10. v NHL. V zápase 22. ledna 2017 proti Vancouveru si připsal 200. výhru v kariéře NHL. V lednu si podruhé zahrál na NHL All-Star Game. V 1. kole playoff odchytal všechna 4 utkání proti Nashvillu, ale hladkému vypadnutí zabránit nedokázal.
V sezoně 2017–18 odchytal pouze 28 zápasů. Naposledy v této sezoně nastoupil 23. prosince 2017 a pak zbytek sezony musel vynechat kvůli otřesu mozku. Statistiky měl dobré, když se s úspěšností 92,9% a průměrem 2,27 branky na zápas zařadil na 4. místo v NHL. Vychytal 16 vítězství.
Další dvě sezóny odchytal rovněž v dresu Chicaga, které s ním po konci sezóny 2019/2020 odmítlo prodloužit kontrakt. Jeho dalším působištěm se měl stát klub New Jersey Devils, se kterým podepsal dvouletý kontrakt v hodnotě 7,8 milionu dolarů. Za Devils ale nenastoupil a dne 9. 1. 2021 oznámil ukončení hráčské kariéry.

## Individuální úspěchy
- QMJHL 2. All-Star Team – 2003/04, 2004/05
- Telus Cup – Defensive – 2003/04
- All-Star tým nováčků NHL 2011–2010/11
- William M. Jennings Trophy – 2012/13, 2014/15

## Prvenství
- Debut v NHL - 22. ledna 2006 (Chicago Blackhawks proti Minnesota Wild)
- První inkasovaný gól v NHL - 2. února 2006 (St. Louis Blues proti Chicago Blackhawks, americkým útočníkem Scott Young)
- První čisté konto v NHL - 5. března 2008 (Chicago Blackhawks proti Anaheim Ducks)

## Statistiky

### Základní části
| Sezona       | Tým                 | Liga         | Z   | V   | P   | R/Pvp | MIN    | OG    | ČK | POG  | %ChS |
| ------------ | ------------------- | ------------ | --- | --- | --- | ----- | ------ | ----- | -- | ---- | ---- |
| 2000–01      | Gatineau Intrépides | QAAA         | 21  | 17  | 3   | 1     | 1,260  | 40    | 2  | 1.92 | —    |
| 2001–02      | Moncton Wildcats    | QMJHL        | 38  | 9   | 20  | 3     | 1,863  | 116   | 1  | 3.74 | .889 |
| 2002–03      | Moncton Wildcats    | QMJHL        | 50  | 24  | 17  | 6     | 2,855  | 130   | 2  | 2.73 | .915 |
| 2003–04      | Moncton Wildcats    | QMJHL        | 54  | 35  | 15  | 3     | 3,019  | 132   | 2  | 2.62 | .919 |
| 2004–05      | Moncton Wildcats    | QMJHL        | 51  | 28  | 16  | 6     | 2,942  | 121   | 6  | 2.47 | .920 |
| 2005–06      | Norfolk Admirals    | AHL          | 48  | 22  | 23  | 0     | 2,734  | 134   | 1  | 2.94 | .898 |
| 2005–06      | Chicago Blackhawks  | NHL          | 2   | 0   | 0   | 1     | 86     | 5     | 0  | 3.48 | .878 |
| 2006–07      | Norfolk Admirals    | AHL          | 60  | 38  | 20  | 2     | 3,467  | 164   | 1  | 2.84 | .909 |
| 2007–08      | Rockford IceHogs    | AHL          | 55  | 29  | 17  | 7     | 3,028  | 143   | 3  | 2.83 | .907 |
| 2007–08      | Chicago Blackhawks  | NHL          | 5   | 1   | 2   | 0     | 224    | 8     | 1  | 2.14 | .929 |
| 2008–09      | Rockford IceHogs    | AHL          | 47  | 22  | 20  | 3     | 2,686  | 116   | 2  | 2.59 | .917 |
| 2008–09      | Chicago Blackhawks  | NHL          | —   | —   | —   | —     | —      | —     | —  | —    | —    |
| 2009–10      | Rockford IceHogs    | AHL          | 43  | 24  | 16  | 2     | 2,521  | 112   | 1  | 2.67 | .909 |
| 2009–10      | Chicago Blackhawks  | NHL          | 1   | 0   | 1   | 0     | 59     | 3     | 0  | 3.04 | .914 |
| 2010–11      | Chicago Blackhawks  | NHL          | 57  | 33  | 18  | 6     | 3,337  | 128   | 4  | 2.30 | .917 |
| 2011–12      | Chicago Blackhawks  | NHL          | 57  | 30  | 17  | 7     | 3,218  | 146   | 0  | 2.72 | .903 |
| 2012–13      | Chicago Blackhawks  | NHL          | 30  | 19  | 5   | 5     | 1,761  | 57    | 3  | 1.94 | .926 |
| 2013–14      | Chicago Blackhawks  | NHL          | 59  | 32  | 16  | 10    | 3,395  | 128   | 2  | 2.26 | .917 |
| 2014–15      | Chicago Blackhawks  | NHL          | 57  | 32  | 20  | 5     | 3,333  | 126   | 2  | 2.27 | .924 |
| 2015–16      | Chicago Blackhawks  | NHL          | 58  | 35  | 18  | 5     | 3,323  | 131   | 7  | 2.37 | .924 |
| 2016–17      | Chicago Blackhawks  | NHL          | 55  | 32  | 18  | 4     | 3,247  | 138   | 2  | 2.55 | .918 |
| 2017–18      | Chicago Blackhawks  | NHL          | 28  | 16  | 9   | 2     | 1,584  | 60    | 2  | 2.27 | .929 |
| 2018–19      | Chicago Blackhawks  | NHL          | 39  | 14  | 18  | 5     | 2,213  | 108   | 2  | 2.93 | .908 |
| 2019–20      | Chicago Blackhawks  | NHL          | 40  | 16  | 20  | 3     | 2,341  | 108   | 1  | 2.77 | .917 |
| Celkem v NHL | Celkem v NHL        | Celkem v NHL | 488 | 260 | 162 | 53    | 28,119 | 1,146 | 26 | 2.45 | .918 |

### Play-off
| Sezona       | Tým                | Liga         | Z  | V  | P  | MIN   | OG  | ČK | POG  | %ChS |
| ------------ | ------------------ | ------------ | -- | -- | -- | ----- | --- | -- | ---- | ---- |
| 2002–03      | Moncton Wildcats   | QMJHL        | 6  | 2  | 3  | 303   | 20  | 0  | 3.97 | .890 |
| 2003–04      | Moncton Wildcats   | QMJHL        | 20 | 13 | 6  | 1,170 | 42  | 0  | 2.15 | .940 |
| 2004–05      | Moncton Wildcats   | QMJHL        | 12 | 6  | 6  | 725   | 33  | 1  | 2.73 | .918 |
| 2005–06      | Norfolk Admirals   | AHL          | 1  | 0  | 1  | 17    | 1   | 0  | 3.49 | .750 |
| 2006–07      | Norfolk Admirals   | AHL          | 6  | 2  | 4  | 363   | 20  | 0  | 3.31 | .884 |
| 2007–08      | Rockford IceHogs   | AHL          | 12 | 7  | 5  | 741   | 27  | 0  | 2.19 | .924 |
| 2008–09      | Rockford IceHogs   | AHL          | 2  | 0  | 2  | 117   | 5   | 0  | 2.57 | .909 |
| 2008–09      | Chicago Blackhawks | NHL          | 1  | 0  | 0  | 16    | 1   | 0  | 3.75 | .857 |
| 2009–10      | Rockford IceHogs   | AHL          | 4  | 0  | 4  | 216   | 13  | 0  | 3.61 | .871 |
| 2010–11      | Chicago Blackhawks | NHL          | 7  | 3  | 4  | 435   | 16  | 1  | 2.21 | .927 |
| 2011–12      | Chicago Blackhawks | NHL          | 6  | 2  | 4  | 396   | 17  | 0  | 2.58 | .893 |
| 2012–13      | Chicago Blackhawks | NHL          | 23 | 16 | 7  | 1,504 | 46  | 1  | 1.84 | .932 |
| 2013–14      | Chicago Blackhawks | NHL          | 19 | 11 | 8  | 1,234 | 52  | 1  | 2.53 | .912 |
| 2014–15      | Chicago Blackhawks | NHL          | 20 | 13 | 6  | 1,223 | 47  | 2  | 2.31 | .924 |
| 2015–16      | Chicago Blackhawks | NHL          | 7  | 3  | 4  | 448   | 19  | 0  | 2.54 | .907 |
| 2016–17      | Chicago Blackhawks | NHL          | 4  | 0  | 4  | 254   | 12  | 0  | 2.83 | .902 |
| 2019–20      | Chicago Blackhawks | NHL          | 9  | 4  | 5  | 544   | 30  | 0  | 3.31 | .907 |
| Celkem v NHL | Celkem v NHL       | Celkem v NHL | 96 | 52 | 42 | 5,994 | 240 | 5  | 2.38 | .918 |

### Reprezentace
| Rok                       | Tým                       | Soutěž                    | Z | V | P | R | MIN | OG | ČK | POG  | %ChS |
| ------------------------- | ------------------------- | ------------------------- | - | - | - | - | --- | -- | -- | ---- | ---- |
| 2016                      | Kanada                    | SP                        | 1 | 1 | 0 | 0 | 60  | 1  | 0  | 1.00 | .950 |
| Seniorská kariéra celkově | Seniorská kariéra celkově | Seniorská kariéra celkově | 1 | 1 | 0 | 0 | 60  | 1  | 0  | 1.00 | .950 |